# Бенкеренсаш
Бенкеренсаш (порт. Benquerenças) — район (фрегезия) в Португалии, входит в округ Каштелу-Бранку. Является составной частью муниципалитета Каштелу-Бранку. По старому административному делению входил в провинцию Бейра-Байша. Входит в экономико-статистический субрегион Бейра-Интериор-Сул, который входит в Центральный регион. Население составляет 725 человек на 2001 год. Занимает площадь 61,55 км².
Покровителем района считается Дева Мария (порт. Maria).